# Église Holy Trinity (South Bolton)
L'église Holy Trinity est une ancienne église anglicane située à South Bolton, dans la municipalité de Bolton-Est dans Memphrémagog au Québec (Canada). Répertoriée dans l'inventaire des lieux de culte du Québec, elle bénéficie d'un statut de citation patrimoniale.

## Histoire

### Chronologie
Une première communauté religieuse, de confession baptiste et comptant 28 membres, est fondée en 1826 à South Bolton par un pasteur originaire de Hatley. Ce sont cependant les courants méthodistes wesleyens et New Connexion (en) qui trouvent la plus forte résonance chez les fidèles chrétiens ; en 1866, on recense dans le village 125 wesleyens, 113 fidèles de la New Connexion, 24 épiscopaliens anglicans. Le nombre de baptistes a alors chuté à 15. La population méthodiste connaît dès lors elle aussi un déclin, tandis que la foi anglicane gagne en popularité.
John Godden, pasteur anglican de Mansonville, assure en 1856 une desserte le long de la vallée de la Missisquoi Nord. En 1860, alors que seules deux familles anglicanes résident à South Bolton, il décide d'y construire une église, sur un terrain cédé par le colonel Orrin Rexford, un marchand et bienfaiteur qui hébergeait le pasteur lors de ses visites. L'érection de l'église, dont les travaux sont commandités par Rexford, se fait dans la controverse; les villageois, majoritairement de confession méthodiste, réprimandent sévèrement le marchand d'être à la tête d'une telle entreprise. Le meunier-scieur baptiste qui vend le bois de charpente à Rexford menace même de saboter les travaux.
L'église est tout de même inaugurée en septembre 1860. Un cimetière est consacré à l'arrière du bâtiment. La communauté anglicane se développe rapidement, non sans heurts avec les autres communautés protestantes, qui critiquent le caractère ostentatoire des habits cléricaux. La soutane, le surplis, le chasuble et l'étole sont même parfois dérobés de l'église.
Le centenaire du lieu de culte est célébré le 12 juin 1960. Le bâtiment est alors rempli à capacité, et 46 nouveaux membres sont confirmés. Des nombreux dons faits en l'honneur du 100e anniversaire sont dérobés en 1969, alors que l'église est vandalisée.
La paroisse est fusionnée en 1970 à celles de Mansonville et Knowlton. Des difficultés émergent : le cadre des fenêtres est pourri, la fournaise est en fin de vie, et le presbytère situé à bonne distance (Vale Perkins). En 1979, le service est partagé entre plusieurs pasteurs basés à Cowansville, Sutton et Mansonville. Le presbytère de Vale Perkins est vendu en 1984 et le diocèse achète plutôt une maison à South Bolton.
Des travaux de remplacement des cadres de fenêtre sont effectués en 1991 et l'extérieur de l'église est repeint.
Des cérémonies ont lieu au moins jusqu'en 2001, mais le lieu de culte est désormais fermé.
L'immeuble fait l'objet d'une citation patrimoniale par la municipalité de Bolton-Est le 6 août 2012.

### Desserte
John Godden est le premier pasteur desservant l'église Holy Trinity de South Bolton en 1860. Il avait fondé en 1856 une mission anglicane à Mansonville.
N.P. Yates dessert la paroisse de 1899 à 1904, célébrant aussi à Cooledge Corner et à Bolton Centre, parcourant à pied son itinéraire pastoral. Il dessert Holy Trinity de nouveau en 1916-1917 avant d'aller en mission au Japon.
En 1979, George Campbell devient le pasteur résident pour la paroisse de Mansonville. Il est secondé par deux pasteurs, John Peacock de Cowansville et Kenneth Keefe de Sutton, ainsi qu'un célébrant laïc, Sy Fuller, qui se partagent la tâche de parcourir les quatre églises de la paroisse de Mansonville.
E. John Morris succède à Campbell en 1983. Il est assisté de sa femme Joyce, une célébrante laïque. Les Morris demeurent en poste jusqu'en 1989.
Keith Schmidt est le pasteur résident de 1989 à 1993. Mark Godwin et l'archidiacre Stewart Martin succèdent à Schmidt.

## Architecture
Le bâtiment, de plan rectangulaire avec, en saillie, un chœur au chevet plat, est de conception vernaculaire. À l'extérieur, le revêtement des murs est de clin de bois peint en blanc,, tandis que la toiture est recouverte de tôle. Le clocher forme une autre saillie, centré sur la façade. 
À l'intérieur, la nef est constituée d'un unique vaisseau. La voûte du plafond, recouvert de bois, est en forme d'arc en mitre. Les murs sont recouverts de crépi blanc. Une horloge est peinte tout au haut du clocher. Derrière l'autel, trois vitraux laissent pénétrer la lumière. À droite du chancel est installé un orgue électrique en chêne sculpté à la main.
Derrière le bâtiment, le cimetière abrite les sépultures des membres de la communauté.